# Hypena modesta
Hypena modesta är en fjärilsart som beskrevs av Moore 1882. Hypena modesta ingår i släktet Hypena och familjen nattflyn. Inga underarter finns listade i Catalogue of Life.